# Dacrydium gracile
Dacrydium gracile är en barrträdart som beskrevs av De Laub.. Dacrydium gracile ingår i släktet Dacrydium, och familjen Podocarpaceae. IUCN kategoriserar arten globalt som sårbar. Inga underarter finns listade i Catalogue of Life.